# Korowicha (obwód wołogodzki)
Korowicha (ros. Коровиха) – wieś w Rosji, w rejonie charowskim obwodu wołogodzkiego. W 2002 r. liczyła 4 mieszkańców, a w 2010 r. zamieszkiwały ją 2 osoby.